# Mai Lan Phương
Mai Lan (22 tháng 10 năm 1894 – 8 tháng 8 năm 1961), được biết đến với nghệ danh Mai Lan Phương, là một nghệ sĩ kinh kịch nổi tiếng người Trung Quốc. Mai Lan Phương được mệnh danh là "Nữ hoàng Kinh kịch".

## Đầu đời
Mai Lan Phương sinh năm 1894, ở Bắc Kinh trong một gia đình nghệ sĩ biểu diễn kinh kịch và côn khúc gốc Thái Châu, Giang Tô.

## Từ thiện
Năm 1924, ông đến Nhật Bản sau khi biết về trận động đất Kantō đã gây ra sự tàn phá. Trong thời gian ở đây, ông không chỉ biểu diễn mà còn quyên góp để giúp đỡ địa phương.

## Vinh danh
Năm 2008, đạo diễn Trần Khải Ca thực hiện bộ phim điện ảnh xoay quanh cuộc đời đầy thăng trầm của nghệ sĩ kinh kịch Mai Lan Phương, bộ phim được đánh giá đã thể hiện được nét tinh túy của kinh kịch và tinh thần của người Trung Quốc.
Năm 2009, trang chủ Google của Trung Quốc đã hiển thị logo kỷ niệm sinh nhật lần thứ 115 của ông vào ngày 22 tháng 10.